# Подобовець
Подо́бовець — село в Україні, у Закарпатській області, Хустському районі. Входить до складу Пилипецької сільської громади.
Колишня назва — Подобовець-Середина.

## Історія
Перші письмові джерела про нього датуються 1463 роком під .назвою села Подобок. Першими його поселенцями були втікачі з низинних районів та сіл, які ховалися в горах від переслідування мадярських та місцевих феодалів. Основним заняттям перших жителів було скотарство, а побічним — землеробство. Землі, де поселилися люди належали феодалам Урмезеї, потім Довгаї, Липчаї, Телекі.

## Релігія
храм св. Миколи Чудотворця. XVII ст., 1785.

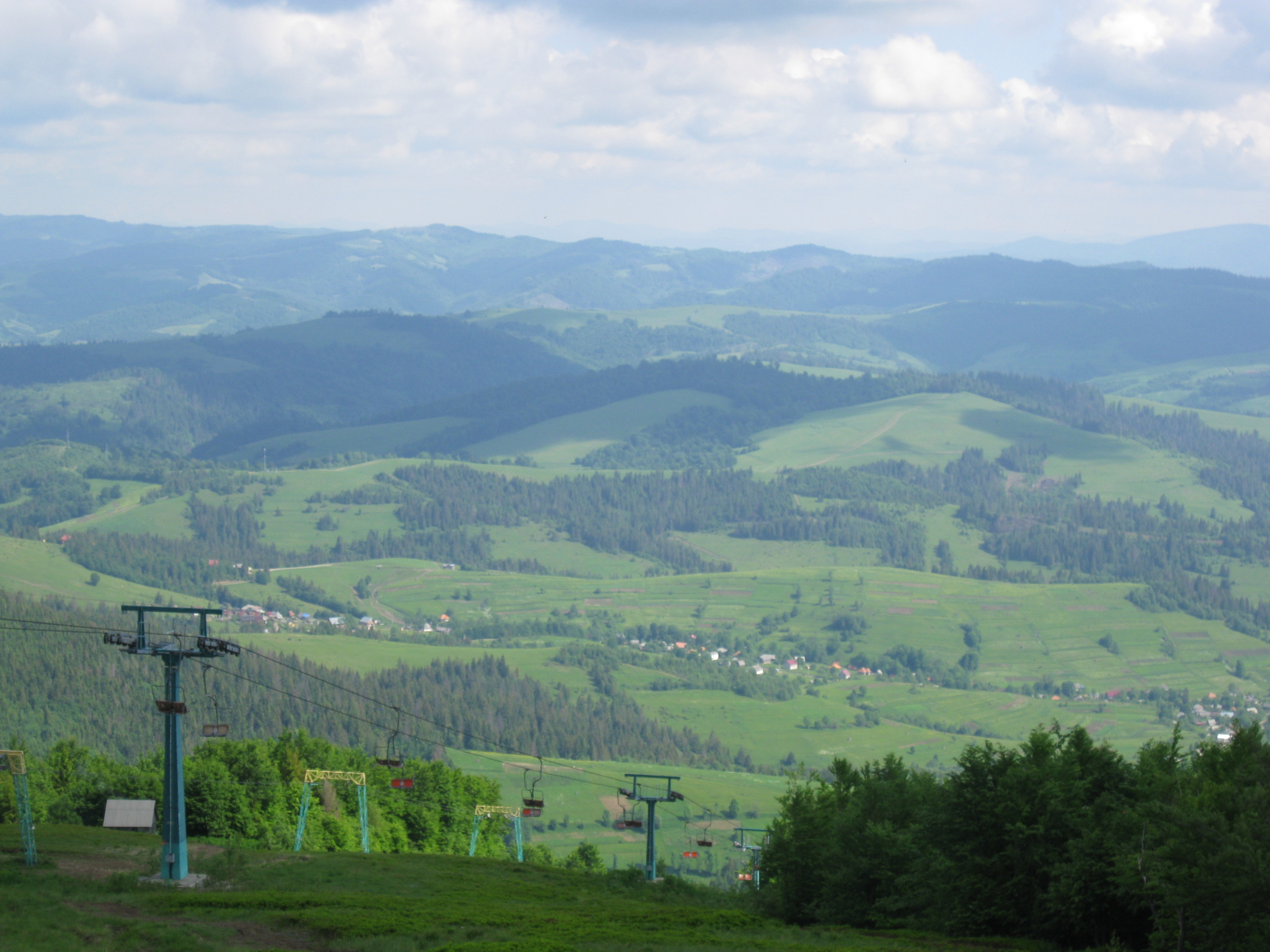
Вид з гори Гемба

Церква збудували в XVII ст. на протилежному боці долини, а в 1785 р. перенесли на теперішнє місце.
У 1751 р. згадується «церква деревяна, шинґлями крита, добра. Красними образами всіми украшена… Церковні книги всі…»
Миколаївська церква — дуже витончена споруда. Її пропорції вибагливі, об'єми не масивні. З боку західного та східного фасадів церква виглядає захоплююче стрункою, елегантною.
Зрівноважені форми бані і ліхтаря з главкою максимально відповідають компактним формам нави та вівтаря. Споруда складається з двох зрубів, збудованих з дубових брусів, та вежі з випгуканим бароковим завершенням. Всередині нава перекрита коробовим склепінням. Двоярусна дзвіниця вдало доповнює архітектурний ансамбль.
На жаль, дахи обох споруд перекрито бляхою, відкритий ґанок церкви засклено, а в 1994 р. бляхою вкрили і гарну барокову вежу з завершенням. Весь інтер'єр оббито фанерою і пофарбовано.
Докладніше: Церква Святого Миколая (Подобовець)

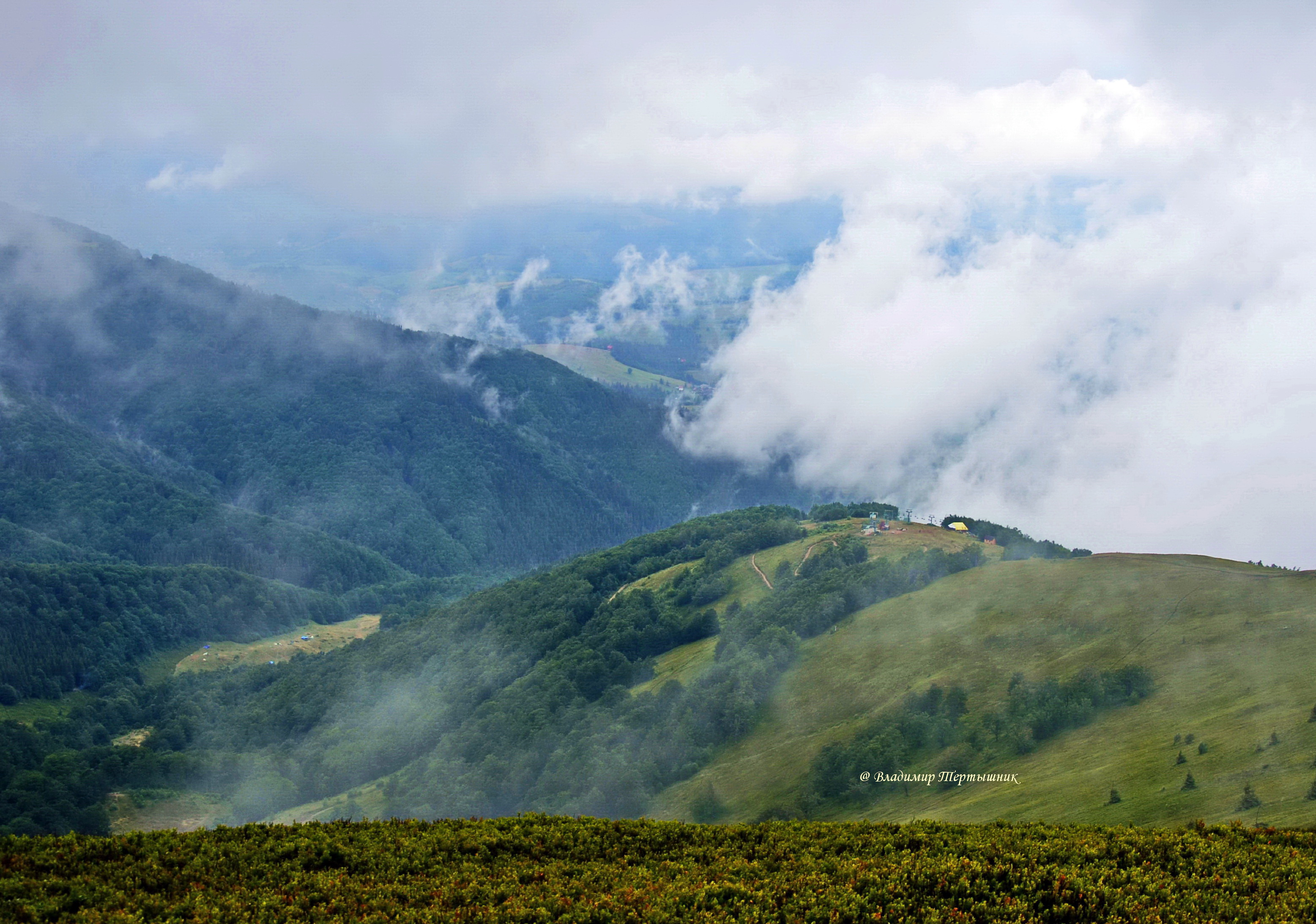
Красоти з гори Гимба

## Населення
Згідно з переписом УРСР 1989 року чисельність наявного населення села становила 472 особи, з яких 234 чоловіки та 238 жінок.
За переписом населення України 2001 року в селі мешкало 405 осіб. 100 % населення вказало своєю рідною мовою українську мову.

## Туристичні місця

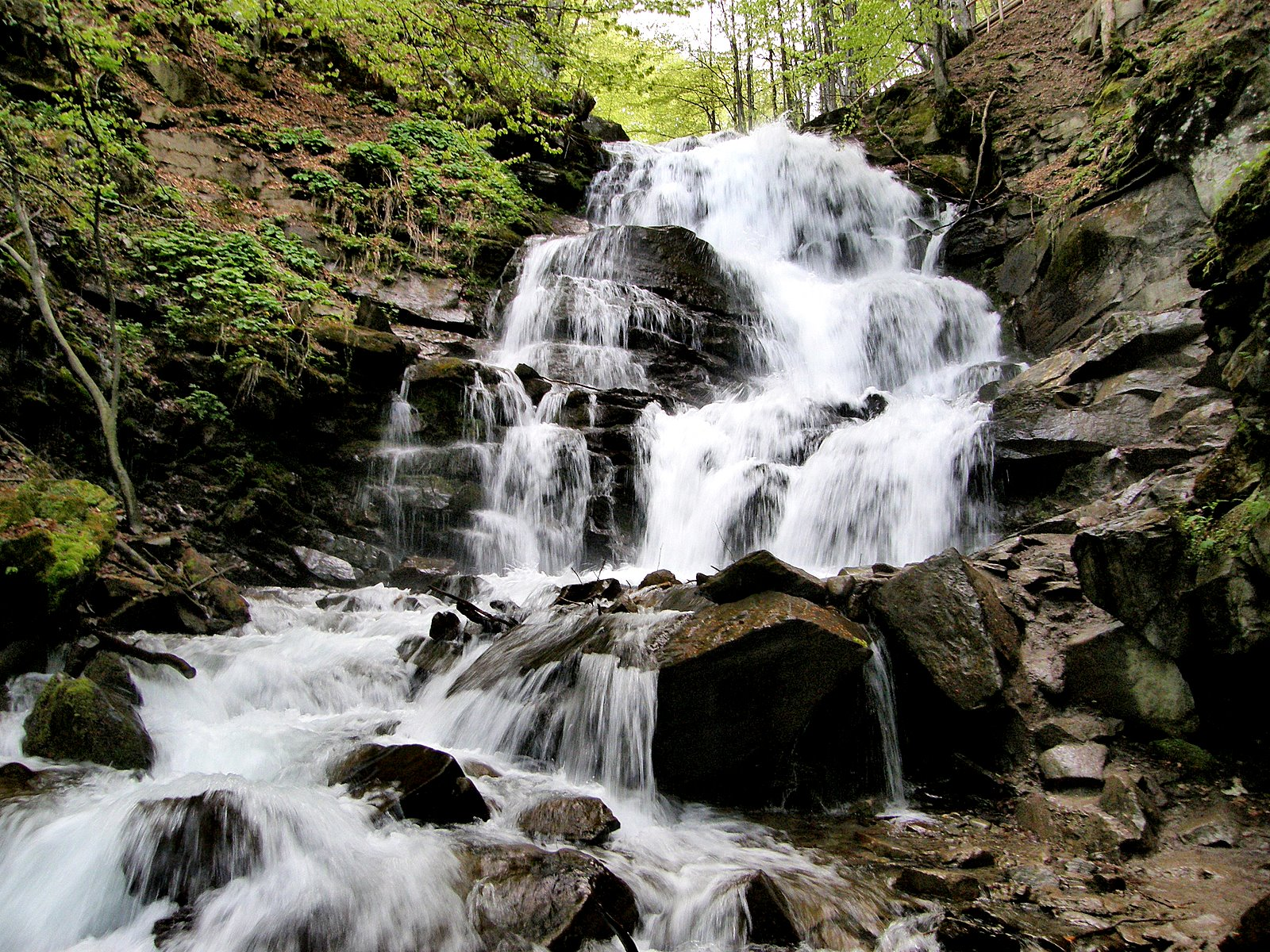
Водоспад Шипіт

- Дерев'яний храм св. Миколи Чудотворця, XVII ст., 1785,і дзвіниця
- За декілька кілометрів від Подобовця знаходиться водоспад Шипіт.
- Гірськолижна зона: - Є кілька трас довжиною до 2500 м та три витяги  - Верхня частина трас розрахована на досвідчених лижників і сноубордистів, для новачків — з середини траси.  - Є навчальна траса довжиною 400 м.